# Phalaenopsis stobartiana
Phalaenopsis stobartiana — епіфітна трав'яниста рослина родини орхідних.
Вид не має усталеної української назви, в українськомовних джерелах зазвичай використовується наукова назва лат. Phalaenopsis stobartiana.

## Синоніми
- Kingidium stobarianum (Rchb. f.) Seidenf. 1988
- Phalaenopsis wightii var. stobartiana (Rchb.f.) Burb 1882
- Polychilos stobartiana (Rchb.f.) Shim 1982

## Біологічний опис
Мініатюрний моноподіальний епіфіт.
Місця існування — гірські ліси на висоті 800 — 900 метрів.
Листя довгасто-ланцетоподібні, загострені. Цвіте влітку на квітконосі завдовжки до 20 см, квітів 7 — 9.

## Ареал
Юньнань, Китай.

## У культурі
Температурна група — помірна або тепла.